# Очеретяний кварк
О'черетяний Кварк (О'КВАРК) — львівсько-калуська група, що діяла у Львові 1993-95 роки. Продюсувала цю групу Юлія Міщенко, згодом лідер гурту «Таліта Кум».

## Історія
У 1993 році група брала участь у фестивалі «Червона рута», який відбувся у Донецьку. Тут «О'черетяний кварк» був одним з дипломантів; у 1994 — фестиваль «Доля», де учасники групи стали лауреатами. 1995 року відбувся ще один фестиваль «Червона рута», однак уже у Севастополі, і оскільки група виступала не у повному складі, то нічого не заробила. Також група мала І місце на Моршинському фестивалі.

## Альбом «Week End'и В Калуші»
Лейбл: Підкова
Формат: касетний
Рік випуску: 1995
Стиль: поп-рок

Запис у студії «Галмлин» з 19.12.1994 по 28.01.1995.

### Список композицій
A1 Колискова Для Мами 3:10
A2 Світ Казок 3:33
A3 У Цьому Місті 3:47
A4 Ти Увійшов (У Тінь Гори) 2:26
A5 Якщо Ти Підеш Зі Мнов 3:52
A6 Екологічна Проповідь 4:15
B1 Ностальгія 3:27
B2 Марічка, Або Ріка Кохання 2:36
B3 Падає Плетене Падиво 1:15
B4 Колискова 2:55
B5 Пожовкло. Все 3:23
B6 Про Колибу, Ведмедів Та Feelings 3:12
B7 Ніч 4:12

### Список учасників групи, які брали участь записі
Юля Міщенко — вокал
Ігор Коржинський — гітара
Андрій Гуцал — гітара
Юрій Ющенко — кларнет, саксофон
Андрій Войтюк — перкусії
Олег Скіпчак — перкусії
Ігор Тітик — скрипка, доп. вокал
Роман Люзан — клавішні
Андрій Саєнко — доп. вокал.
Музика: Ігор Коржинський, Андрій Гуцал, О'КВАРК, Юля Міщенко.
Слова: Марі Хоу (переклад — Оксана Забужко), О'КВАРК, О. Фем'як, М. Савка, В. Терещук, Ю. Міщенко, Н. Сняданко, А. Гуцал.
Продюсери: А. Саєнко, Ю. Міщенко.
Звукорежисер, консультант: Р. Люзан.
Менеджер: А. Саєнко.